# Alicia Ostriker
Alicia Suskin Ostriker (Nova York, 11 de novembre de 1937) és una poeta estatunidenca autora de poesia feminista, va ser reconeguda com "la poeta més feroçment sincera d'Amèrica" per Progressive. Alicia està casada amb l'astrònom Jeremiah Ostriker, professor de la Universitat de Princeton entre 1971 i 2001. Establerta a Nova York, actualment ensenya poesia al Drew University's Low-Residency MFA Program.

## Biografia
Ostriker va néixer a Brooklyn, Nova York, filla de David Suskin i Beatrice Linnick Suskin. El seu pare va treballar per al Departament de Parcs de Nova York. La seva mare li llegia a Shakespeare i Browning, i Alicia va començar a escriure poemes, a més de dibuixar, des d'una edat primerenca. Inicialment va voler ser artista i va estudiar art en la seva adolescència. Els seus llibres Songs (1969) i A Dream of Springtime (1979) van ser il·lustrats amb els seus propis treballs. Ostriker va concloure la seva formació secundària a l'Ethical Culture Fieldston School el 1955.
Va obtenir la llicenciatura a la Universitat Brandeis (1959) i el títol de doctora a la Universitat de Wisconsin-Madison (1964). La seva tesi doctoral, sobre l'obra de William Blake, va arribar a ser el seu primer llibre, Vision and Verse in William Blake (1965); més tard va editar una versió anotada dels poemes complets de Blake per Penguin Press. Va començar la seva carrera docent a la Universitat Rutgers el 1965 i ha treballat allí com a professora d'anglès des del 1972.

## Trajectòria literària
Els poemes d'Ostriker han aparegut en una àmplia varietat de publicacions, incloent The New Yorker, The Nation, Poetry, American Poetry Review, Paris Review, The Atlantic, Yale Review, Kenyon Review, Iowa Review, Shenandoah Review, Antaeus, Colorado Review, Denver Quarterly, Boulevard, Poetry East, New England Review, Santa Monica Review, Triquarterly Review, Seneca Review, Ms, Ontario Review, Bridges, Tikkun, Prairie Schooner, Gettysburg Review, Lyric, Fence, Ploughshares. Els seus poemes han estat traduïts a l'italià, francès, alemany, espanyol, xinès, japonès, hebreu i àrab. Stealing the Language ha estat traduït al japonès i publicat al Japó. El 1969 Holt, Rinehart i Winston va publicar la seva primera col·lecció de poemes, Songs. El seu quart llibre de poemes, The Mother-Child Papers (1980), un clàssic feminista, va ser inspirat pel naixement del seu fill durant la Guerra del Vietnam i setmanes després del tiroteig a la Universitat de Kent; on en tot moment juxtaposa maternitat amb guerra. La seva sisena col·lecció de poemes, The Imaginary Lover (1986), va guanyar el Premi William Charles Williams de la Societat Poètica d'Amèrica. The Crack in Everything (1996) va ser finalista del Premi Nacional del Llibre, i va guanyar el Premi de Poesia Paterson i el Premi del Centre de Poesia Estatal de San Francisco. The Little Space: Poems Selected and New, 1968-1998 va ser també finalista en l'edició de 1998 del Premi Nacional del Llibre.
Els llibres de no ficció d'Ostriker exploren molts dels temes presents en els seus versos. Inclouen Writing Like A Woman (1983), que explora els poemes de Sylvia Plath, Anne Sexton, H.D., May Swenson i Adrienne Rich, i The Nakedness of the Fathers: Biblical Visions and Revisions (1994), el qual s'apropa a la Torà. Va escriure la introducció d'Empire of Dreams, obra de Giannina Braschi, una poesia postmoderna del Carib espanyol (1994).
L'obra de no ficció més recent d'Ostriker és For the Love of God (2007), un treball que continua la seva exploració dels textos bíblics començada amb Feminist Revision and the Bible (1993) i The Nakedness of the Fathers: Biblical Visions and Revisions (1994). Dancing at the Devil's Party (2000) examina la producció poètica des de William Blake i Walt Whitman a Maxine Kumin. En l'obra discrepa de l'asserció de W. H. Auden sobre que la poesia fa que no succeeixi res. La poesia, escriu Ostriker, "pot estripar el cor amb les seves urpes, fer que les xarxes neuronals tremolin, ens inunda amb esperança, desesperació, anhel, èxtasi, amor, ràbia, terror”.

## Premis i reconeixements
- Beca de l'Associació Americana de Dones Universitàries (1964-5).
- Beca del Consell de Recerca de la Universitat Rutgers (1966).
- Beca de la Fundació Americana per al Progrés de les Humanitats (1967).
- Sòcia de la Colònia MacDowell (1974, 1976, 1985, 1997, 2000).
- Beca de poesia de la Fundació Nacional per a les Arts (1976-77).
- Beca de la Breadloaf Writers' Conference (1977).
- Premi de Poesia del Consell Artístic de Nova Jersey (1977).
- A Dream of Springtime seleccionat com un dels millors petits títols de premsa (1979).
- Beca de recerca en Humanitats de la Fundació Rockefeller (1982).
- Beca de poesia de la Fundació Guggenheim (1984-85).
- Premi Strousse de Poesia (1986).
- Premi William Carlos Williams de la Societat Poètica d'Amèrica per The Imaginary Lover (1986).
- Premi a l'Excel·lència en la recerca de la Universitat Rutgers (1987).
- Resident en la Fundació Djerassi (1987).
- Premi de Poesia del Consell Artístic de Nova (1992).
- Premi Edward Stanley (1994).
- Premi Anna David Rosenberg per The Eighth and Thirteenth (1994).
- Premi de la Facultat d'Arts i Ciències de la Universitat Rutgers (1995).
- Sòcia del Rutgers Center for Historical Analysis (1995-97).
- The Crack in Everything, finalista del Premi Nacional del Llibre (1996).
- Poema en Best American Poetry (1996).
- Poema en Yearbook of American Poetry (1996).
- Premi Paterson de Poesia per The Crack in Everything (1997).
- Premi del Centre Estatal de Poesia de San Francisco per The Crack in Everything (1998).
- Premi dels Lectors (1998).
- The Little Space, finalista per al Premi Nacional del Llibre (1998).
- The Little Space, finalista del Premi Lenore Marshall (1999).
- Residència en Vila Serbelloni, Itàlia (1999).
- Poema en Pushcart Prize Anthology (1999).
- Premi de l'Institut de la Dona de Sant Diego (2000).
- Beca com a visitant en Clare Hall, Cambridge (2001).
- Premi Larry Levis (2002).
- Milk en Best American Essays (2003).
- Sòcia de la Fundació Geraldine R. Dodge (2003).
- Premi de Poesia Anderbo (2007).
- For the Love of God en Outstanding Academic Title (2008).
- Premi Nacional del Llibre Jueu per The Book of Seventy (2010).
- Premi Virginia Faulkner (2010).
- Premi Paterson per The Book of Seventy (2010).
- Nomenada entre les “10 majors poetisas mongetes” del moment (2011).

## Obres
Reculls de poemes
- Songs : a book of poems. Nova York: Holt Rinehart and Winston, 1969. ISBN 9780030810190
- Once More Out of Darkness and Other Poems. Berkeley: Berkeley Poets' Press, 1974. ISBN 9780917658006
- A Dream of Springtime: Poems 1970-1978. Nova York: Smith/Horizon Press, 1979. ISBN 9780912292533
- The Mother/Child Papers. Los Ángeles: Momentum Press, 1980. Rpt. Beacon Press, 1986, Pittsburgh, 2008. ISBN 9780822960331
- A Woman Under the Surface. Princeton: Princeton University Press, 1982. ISBN 9780691013909
- The Imaginary Lover. Pittsburgh: University of Pittsburgh Press, 1986. ISBN 9780822935438
- Green Age. Pittsburgh: University of Pittsburgh Press, 1989. ISBN 9780822936244
- The Crack in Everything. Pittsburgh: University of Pittsburgh Press, 1996. ISBN 9780822939368
- The Little Space: Poems Selected and New, 1968-1998. Universidad de Pittsburgh, 1998. ISBN 9780822956808
- The Volcano Sequence. Pittsburgh: University of Pittsburgh Press, 2002. ISBN 9780822957843
- No Heaven. Pittsburgh: University of Pittsburgh Press, 2005. ISBN 9780822958758
- The Book of Seventy. Pittsburgh: University of Pittsburgh Press, 2009, ISBN 9780822960515
- At the Revelation Restaurant and Other Poems, Marick Press, 2010, ISBN 9781934851067

Poemes
- April. Poetry, febrer de 2011.

Llibres crítics i erudits
- Vision and Verse in William Blake. Madison: University of Wisconsin Press, 1965, OCLC 63827480
- William Blake: the Complete Poems. Nova York: Penguin Books, 1977. Editat amb notes, pp. 870–1075. ISBN 9780140422153
- Writing Like a Woman. Ann Arbor: University of Michigan Press Poets on Poetry series, 1983. ISBN 9780472063475
- Stealing the Language: The Emergence of Women's Poetry in America. Boston: Beacon 1986, ISBN 9780807063033
- Feminist Revision and the Bible: the Bucknell Lectures on Literary Theory. London and Cambridge, Mass.: Blackwell 1993. ISBN 9780631187981
- Empire of Dreams, poetry by Giannina Braschi; introduction by Alicia Ostriker, Yale University Press, 1994.
- The Nakedness of the Fathers: Biblical Visions and Revisions. Rutgers University Press, 1997. ISBN 9780813524474
- Dancing at the Devil’s Party: Essays on Poetry, Politics and the Erotic. Ann Arbor: University of Michigan Press Poets on Poetry series 2000.
- For the Love of God: the Bible as an Open Book. New Brunswick, NJ: Rutgers University Press, 2007. ISBN 9780813548722